# Jill (film)
Jill è un film svizzero del 2021 diretto da Steven Michael Hayes.